# Sesa (Hiszpania)
Sesa – gmina w Hiszpanii, w prowincji Huesca, w Aragonii, o powierzchni 30,84 km². W 2011 roku gmina liczyła 208 mieszkańców.